# 와이파이 다이렉트

와이파이 다이렉트(영어: Wi-Fi Direct, 초기명칭은 Wi-Fi P2P)는 무선 액세스 포인트가 없어도 장치들을 쉽게 연결할 수 있도록 하는 와이파이 표준이다. 인터넷 탐색부터 파일 전송에 이르기까지 모든 것에 유용하며, 일반적인 와이파이 속도 수준으로 하나 이상의 장치와 동시에 통신(single radio hop communication)할 수 있다. 기술의 이름은 "Wi-Fi Peer-to-peer(p2p) Technical Specification"이다. 와이파이 다이렉트 인증 프로그램은 와이파이 얼라이언스가 개발하고 관리한다. 와이파이 얼라이언스는 Wi-Fi CERTIFIED 의 기본인 표준 프로그램을 개발하고 와이파이(Wi-Fi) 상표권을 소유하는 산업체이다.

## 배경

### 기본 와이파이
전통적인 와이파이 망은 무선 액세스 포인트로 알려진 제어 장비들(기지국/base station 또는 핫스팟/hot spot으로 불림)에 기초하고 있다. 이 장비들은 일반적으로 다음과 같이 세 가지 핵심기능을 지니고 있다: 유/무선 네트워크를 위한 물리적 지원, 네트워크 장비 간 브리징 및 라우팅, 네트워크 장비 접속 및 접속해제에 대한 서비스 공급.
전형적인 와이파이 홈 네트워크는 광대역 통신 서비스 공급자, 액세스 포인트, 유무선으로 연결된 컴퓨터, (때로는 네트워크에 연결된 타 장비까지)에 대해 유선 연결을 포함한다. 다수의 와이파이 네트워크는 액세스 포인트가 (와이파이 접속기능을 지닌 장비들을 연결하는) 중앙 허브로서의 기능을 하는 "인프라스트럭쳐 모드" 로 구축된다. 각각의 장비들은 직접적인 접속이 아닌, 액세스 포인트를 통해 간접적으로 통신을 주고 받을 수 있다. 와이파이 다이렉트 장비들은 첫 연결이 이루어질 때 AP(액세스 포인트)로 동작할 장비를 서로 간에 결정한다.

## 기술적 설명
와이파이 다이렉트는 다이렉트를 지원해야 하는 장치에다가 소프트AP라는 소프트웨어 액세스 포인트를 임베드하여 구현된다. 소프트AP는 와이파이 보호 설정 버전에 푸시 버튼이나 PIN 기반 설정을 제공한다.

## 같이 보기
- DLNA
- 미라캐스트